# Les Rondes (Martinů)
Les Rondes, H 200 je suita pro hoboj, klarinet, fagot, trubku, dvoje housle a klavír, kterou dokončil Bohuslav Martinů 23. listopadu 1930 v Paříži. Je dedikována Janu Kuncovi, řediteli brněnské konzervatoře.

## Popis skladby
Skladba, jež patří do skladatelova zralého období, má šest částí. Francouzské slovo Rondes označuje řadové (kruhové) tance, sám skladatel je označoval střídavě jako moravské či české tance – vliv harmonické, rytmické i melodické složky lidové hudby je zde ostatně zřetelný. Někteří badatelé spatřují původ inspirace také v ruském kruhovém tanci chorovod, jakož i v hudbě Leoše Janáčka a Igora Stravinského, jiní zdůrazňují vliv jazzu.
Části:
1. Poco Allegro
2. Poco Andantine
3. Allegro
4. Tempo di Valse
5. Andantino
6. Allegro vivo

## Premiéra
Septet byl poprvé uveden dne 16. března 1932 v Paříži za přítomnosti skladatele. Soubor École Normal de Musique vedl klavírista a dirigent Alfred Cortot. „Včera jsem měl velký úspěch se svými tanci […].“, psal potěšeně z Paříže domů rodině. Česká premiéra se konala o více než rok později, 19. června 1933 v Brně. Skladbu provedli posluchači brněnské konzervatoře pod vedením dirigenta Zdeňka Chalabaly. Český rozhlas Praha vysílal septet až 17. března 1937.

## Vydání
Martinů těžko hledal pro skladbu tohoto netradičního nástrojového obsazení nakladatele. „Je teď těžko pro tento smíšený genre najíti nakladatele“, posteskl si v dopise Janu Kuncovi. Nabídl septet nakladatelství Schott, ovšem bez úspěchu. Až v roce 1950 přijalo skladbu nakladatelství Orbis v Praze. Martinů při této příležitosti hledal pro septet jiný název, nakonec se však rozhodl zůstat při původním označení.
V roce 2015 vyšla Les Rondes ve vědecko-kritické edici muzikoložky Jitky Zichové (Institut Bohuslava Martinů) u nakladatelství Bärenreiter (Souborné vydání díla Bohuslava Martinů IV/4, sv. 1). Septet je zahrnut ve svazku spolu se skladbami Serenáda č. 1, H 217, Serenáda č. 3, H 218, Stowe Pastorals, H 335 a Nonet č. 2, H 374. Svazek je opatřen detailní předmluvou a kritickou zprávou, vč. faksimile důležitých pramenů (vše v českém a anglickém jazyce).
Rukopis skladby je uložen částečně v Národním muzeu – Českém muzeu hudby v Praze a v Centru Bohuslava Martinů v Poličce.